# Luís Alimbrot

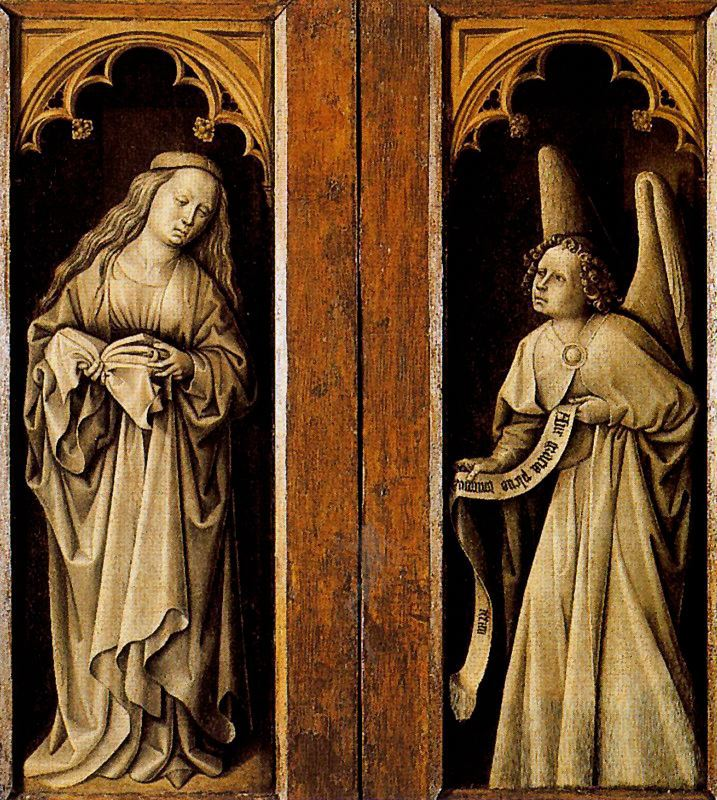
Bebådelse, Pradomuseet, Madrid

Luís Alimbrot, född omkring 1400 och död omkring 1460-talet, var en flamländsk-spansk målare från Brygge och verksam i Spanien. Han undervisades till målare i hemorten och var medlem i Lukasgillen. Han dog i Valencia där några av hans verk finns bevarade.